# Эр (карточная игра)
Эр (фр. Hère или Her) — старинная французская карточная азартная игра. Играется со стандартной колодой карт. Сыграла большую роль в становлении теории вероятностей и теории игр. Также была известна под названиями «куку» и «малёрё».

## Правила
Эр является типичной азартной игрой в начальном значении этого термина, то есть такой игрой, исход которой зависит преимущественно от случайности, а не от умения игроков.
Правила игры варьировались, но наиболее распространённым вариантом является игра на двух игроков (А и В). В игре использовалась стандартная колода из 52 карт. Старшинство карт распределялось следующим образом: туз, 2, 3, 4… валет, дама, король; масть роли не играла.
Ход игры можно разделить на 4 этапа:
1. Игрок А берёт карту. Если ему выпадает король, игра на этом заканчивается — игрок А выиграл. В противном случае игра продолжается[5][7].
2. Игрок В берёт карту. Он может либо сохранить её, либо поменять на карту игрока А[5][7].
3. Игрок А может либо сохранить карту, полученную от игрока В, либо заменить её на карту, находящуюся сверху колоды[7]. По одной из версий, если игрок А вытягивает из колоды короля, он не может его взять и должен сохранить предыдущую карту[5].
4. Если карта игрока В старше, он выигрывает; в противном случае выигрывает игрок А. Если обе карты обладают одинаковым достоинством, также выигрывает игрок А[7].

Вместе с тем, исследователь XVIII века Пьер Ремон де Монмор рассматривал в своей книге 1708 года игру, рассчитанную на четырёх игроков — от игры на двоих она отличалась тем, что происходила по кругу, против часовой стрелки.

## Изучение

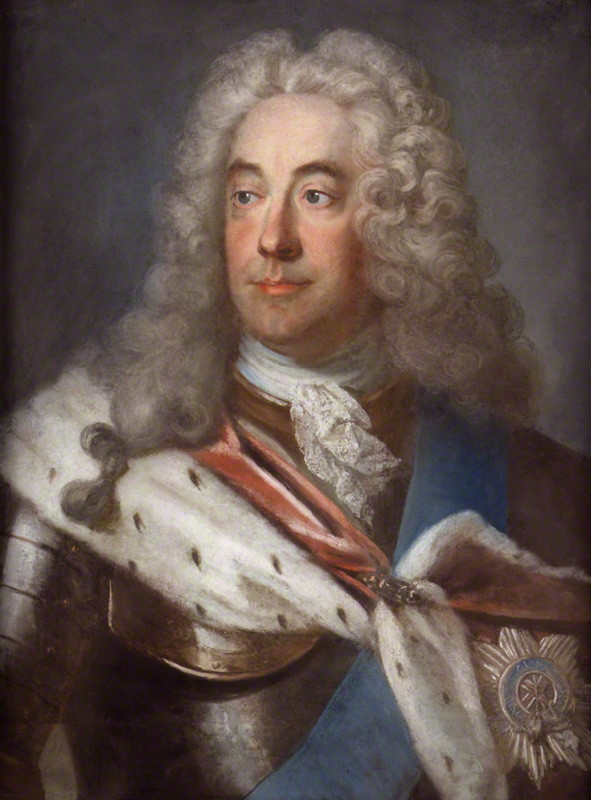
Джеймс Уолгрейв

Эр была одной из карточных игр, изучая которые, математики XVIII века положили основу того, что в дальнейшем превратилось в теорию вероятностей и теорию игр.
Общая стратегия игры была понятна давно — для обеспечения максимальной вероятности выигрыша игроки должны сохранять крупные карты и скидывать мелкие. Однако, до какого номинала карты должны сохранять игроки? Впервые вопрос был поставлен Монмором в его вышедшей в 1708 году книге «Опыт исследования азартных игр» (фр. Essay d'analyse sur les jeux de hazard).
Впервые ответ на этот вопрос был направлен Монмору Николаем Бернулли в письме от ноября 1713 года. Бернулли писал, что решение было прислано неким господином Уолгрейвом, личность которого долгое время оставалась неизвестной. Однако современные исследования позволяют предполагать, что речь идёт о Джеймсе Уолгрейве (1684—1741).
Уолгрейв писал, что стратегия одного из игроков может привести его к более вероятному выигрышу, в то время как стратегия второго игрока может помешать ему воспользоваться преимуществами его стратегии. Он писал, что если игрок А сохраняет карты от восьмёрки и выше, это даёт ему вероятность выигрыша равную 5/8, в то время как замена им карт от восьмёрки и ниже даёт ему вероятность выигрыша 3/8. Для игрока В сохранение карт от семёрки и выше даёт ему вероятность выигрыша 3/8 и замену карт от семёрки и ниже даёт вероятность 5/8. Решение Уолгрейва представляло собой минимакс, но он не распространил свою догадку на изучение иных игр, а также написал, что «по-видимому, использование смешанной стратегии не соответствует правилам» азартных игр. В 1721 году он полностью забросил математику и принялся делать карьеру на дипломатической службе.
В 1713 году Монмор опубликовал свою переписку с Бернулли и письмо Уолгрейва во втором издании своей книги.

## Решение
Игра состоит из трёх переменных: случайно выпавших карт, действий игрока А и действий игрока В. Поскольку в колоде 13 карт, для каждого игрока существует 213 возможных стратегий игры. Очевидно, что если игрок получает карту равную или выше восьмёрки, то он точно должен её сохранить; равную или меньше шестёрки — заменить. Вопрос встаёт, что делать с семёркой?
| Стратегии игрока А         | Стратегии игрока B                     | Стратегии игрока B                     |
| Стратегии игрока А         | сохранять семёрки и выше               | менять семёрки и ниже                  |
| -------------------------- | -------------------------------------- | -------------------------------------- |
| сохранять восьмёрки и выше | {\displaystyle {\frac {16182}{33150}}} | {\displaystyle {\frac {16122}{33150}}} |
| менять восьмёрки и ниже    | {\displaystyle {\frac {16146}{33150}}} | {\displaystyle {\frac {16182}{33150}}} |

В соответствии с приведённой выше вероятностной матрицей, оптимальной стратегией для игрока А является смешение двух стратегий в соотношении 3:5. Оптимальной стратегией для игрока В является (5/8, 3/8). Вероятность выигрыша для игрока А составит 0,487, а для игрока В — 0,513. Иными словами, вероятность выигрыша для игрока А на 0,026 ниже, чем для игрока В. Таком образом, несмотря на то, что позиция сдающего игрока (А) на первый взгляд может показаться предпочтительной, это не соответствует действительности.

## В культуре

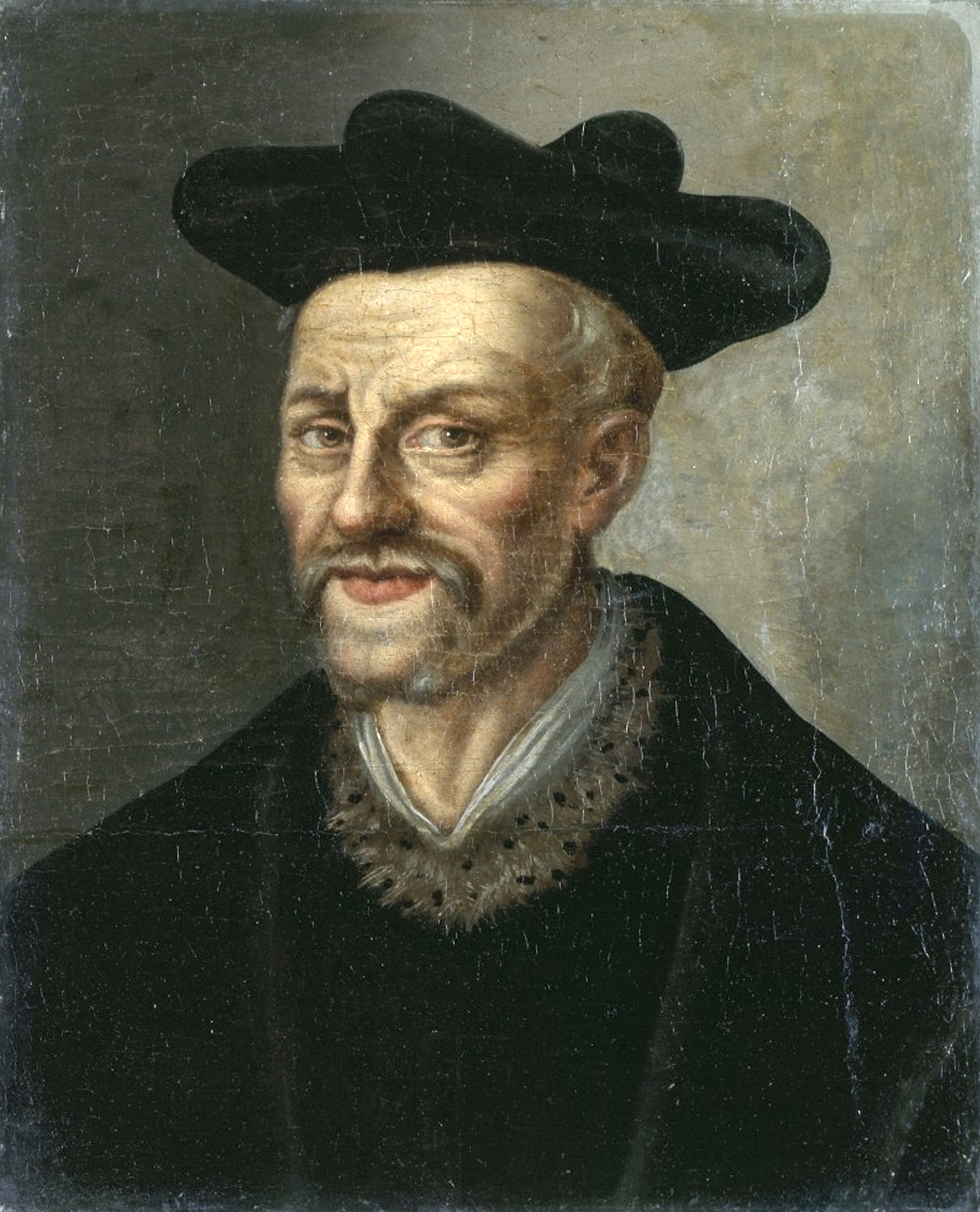
Франсуа Рабле

Франсуа Рабле упоминал игру под названием «кокю» (фр. cocu) в своей опубликованной в 1534 году книге «Гаргантюа и Пантагрюэль». По мнению исследователя творчества Рабле Психари, это является устаревшей формой названия птицы кукушки (фр. coucou, «куку́»), а также «крик, который издают дети, играя в прятки». По мнению Псхиари, речь идёт об одной и той же игре, которая во времена Рабле была широко распространена в Франции — в Париже она именовалась «куку», в Лангедоке — «малёрё» (Мalheureux) и «эр» во многих других провинциях страны. Проигравший, согласно исследователю, должен был кричать: «Куку!»